# Ing-Marie Hansson
Eva Ing-Marie Ottander Hansson, född Ottander 27 oktober 1932 i Bondkyrka församling i Uppsala län, död 5 december 2021 i Bomhus distrikt i Gävle, var en svensk politiker (socialdemokrat) och riksdagsledamot mellan 1979 och 1988, invald för Gävleborgs läns valkrets. Hansson var tidigare kommunalråd i Gävle kommun. Hon är begravd på Bomhus kyrkogård.